# جزيرة ساكريفيشيوس
جزيرة ساكريفيشوس (بالإسبانية: Isla de Sacrificios)‏ هي جزيرة صغيرة مكسيكية تقع في خليج المكسيك بالقرب من ميناء فيراكروز، استخدمت سابقاً كإحدى مراكز القراصنة أثناء العصر الذهبي للقراصنة، وحالياً هي محمية طبيعية للمكسيك.